# Histoire des Borgia
 (juillet 2025).
Pour plus de détails, voir Fiche technique et Distribution.
Histoire des Borgia est un film italien muet réalisé en 1910 par Ugo Falena.
Ce court métrage en noir et blanc met en scène la jalousie d'Alphonse d'Este, duc de Ferrare et troisième époux de l'une des personnalités de la Renaissance italienne, Lucrèce Borgia (1480–1519).

## Fiche technique
- Titre original : Lucrezia Borgia
- Pays d'origine :  Royaume d'Italie
- Année : 1910
- Réalisation : Ugo Falena
- Scénario : Ugo Falena
- Directeur de la photographie : Raoul Aubourdier
- Société de production : Film d'Arte Italiana
- Société de distribution :
- Langue : italien
- Genre : Drame historique
- Format : Muet - Noir et blanc - 1,33:1 - 35 mm
- Date de sortie :
  -  Royaume d'Italie : 1910
  -  Colombie (Barranquilla) : 4 décembre 1912

## Distribution
- Vittoria Lepanto : Lucrèce Borgia
- Achille Vitti (it) : César Borgia
- Gustavo Serena : Maffio Riari
- Giovanni Pezzinga : Alphonse d'Este